# Temporada 2022 del Campeonato NACAM de Fórmula 4
La temporada 2022 del Campeonato NACAM de Fórmula 4 fue la sexta edición de dicho campeonato. Comenzó el 26 de marzo en Querétaro y finalizó el 10 de diciembre en la Ciudad de México.
El colombiano Juan Felipe Pedraza fue el ganador del Campeonato de Pilotos.

## Equipos y pilotos
Los equipos y pilotos para la temporada 2022 fueron los siguientes:
| Escudería            | N.º | Piloto                | Clase | Rondas    |
| -------------------- | --- | --------------------- | ----- | --------- |
| Ram Racing           | 2   | Arturo Flores         |       | 5-6       |
| Ram Racing           | 8   | Eduardo Alquicira     |       | 1         |
| Ram Racing           | 12  | Luis Carlos Pérez     |       | 1–6       |
| Ram Racing           | 16  | Alejandro Berumen     |       | 5         |
| Ram Racing           | 33  | Lucas Medina          |       | 6         |
| Ram Racing           | 36  | Pedro Juan Moreno     | I     | NC        |
| Ram Racing           | 55  | Juan Felipe Pedraza   |       | 1-6       |
| SP Driver Academy    | 2   | Arturo Flores         |       | 4-5       |
| SP Driver Academy    | 21  | Jesse Carrasquedo Jr. |       | 4         |
| RRK Motorsports      | 3   | Emil Abed             |       | 1         |
| RRK Motorsports      | 7   | Manuel Roza           |       | 1-6       |
| Richards Motorsport  | 4   | Diego de la Torre     |       | 4–6, NC   |
| Richards Motorsport  | 14  | Dewey Richards        |       | 6, NC     |
| Morelia F4 RT        | 5   | Julián Díaz           |       | 5-6       |
| Morelia F4 RT        | 9   | Daniel Forcadell      |       | 5         |
| Morelia F4 RT        | 10  | Juan Contreras        |       | 5-6       |
| Easy-Shop.com Racing | 9   | Daniel Forcadell      |       | 1, 3-4    |
| RE Motorsport        | 11  | Esteban Rodríguez     |       | 2-6       |
| RE Motorsport        | 24  | Joe Sandoval          |       | 1         |
| RE Motorsport        | 88  | Cristian Cantu        |       | 1, 3, 5-6 |
| Santinel Racing Team | 13  | Oscar Alquicira       |       | 2-3       |
| Santinel Racing Team | 13  | Marco Alquicira       |       | 3-6       |
| Santinel Racing Team | 44  | Eduardo Alquicira     |       | 2-4,6     |
| ProRally Mothers     | 19  | Rodrigo Rejón         |       | 1-2, 4-5  |
| ProRally Mothers     | 19  | Gerardo Rejón Jr.     |       | 3         |
| ProRally Mothers     | 99  | Julio Rejón           |       | 1-2, 4-5  |
| ProRally Mothers     | 99  | Gerardo Rejón Sr.     |       | 3         |

| Icono | Leyenda                                              |
| ----- | ---------------------------------------------------- |
| I     | Pilotos invitados no son elegibles para sumar puntos |

## Calendario
El calendario consistió de las siguientes 7 rondas:
| Ronda | Ronda | Circuito                                       | Fecha           |
| ----- | ----- | ---------------------------------------------- | --------------- |
| 1     | C1    | Autódromo de Querétaro, El Marqués             | 26 de marzo     |
| 1     | C2    | Autódromo de Querétaro, El Marqués             | 27 de marzo     |
| 1     | C3    | Autódromo de Querétaro, El Marqués             | 27 de marzo     |
| 2     | C1    | Autódromo Hermanos Rodríguez, Ciudad de México | 21 de mayo      |
| 2     | C2    | Autódromo Hermanos Rodríguez, Ciudad de México | 22 de mayo      |
| 2     | C3    | Autódromo Hermanos Rodríguez, Ciudad de México | 22 de mayo      |
| 3     | C1    | Autódromo Miguel E. Abed, Amozoc               | 26 de junio     |
| 3     | C2    | Autódromo Miguel E. Abed, Amozoc               | 26 de junio     |
| 3     | C3    | Autódromo Miguel E. Abed, Amozoc               | 26 de junio     |
| 4     | C1    | Autódromo Hermanos Rodríguez, Ciudad de México | 19 de agosto    |
| 4     | C2    | Autódromo Hermanos Rodríguez, Ciudad de México | 20 de agosto    |
| 4     | C3    | Autódromo Hermanos Rodríguez, Ciudad de México | 20 de agosto    |
| 5     | C1    | Autódromo Hermanos Rodríguez, Ciudad de México | 2 de septiembre |
| 5     | C2    | Autódromo Hermanos Rodríguez, Ciudad de México | 3 de septiembre |
| 5     | C3    | Autódromo Hermanos Rodríguez, Ciudad de México | 3 de septiembre |
| 6     | C1    | Autódromo Hermanos Rodríguez, Ciudad de México | 29 de octubre   |
| 6     | C2    | Autódromo Hermanos Rodríguez, Ciudad de México | 30 de octubre   |
| 7     | C1    | Autódromo Hermanos Rodríguez, Ciudad de México | 10 de diciembre |
| 7     | C2    | Autódromo Hermanos Rodríguez, Ciudad de México | 10 de diciembre |
| 7     | C3    | Autódromo Hermanos Rodríguez, Ciudad de México | 10 de diciembre |

## Resultados
| Ronda | Ronda | Ronda                                          | Pole position       | Vuelta rápida         | Piloto ganador        | Equipo ganador    |
| ----- | ----- | ---------------------------------------------- | ------------------- | --------------------- | --------------------- | ----------------- |
| 1     | C1    | Autódromo de Querétaro, El Marqués             | Manuel Roza         | Manuel Roza           | Julio Rejón           | Mothers ProRally  |
| 1     | C2    | Autódromo de Querétaro, El Marqués             |                     | Julio Rejón           | Juan Felipe Pedraza   | Ram Racing        |
| 1     | C3    | Autódromo de Querétaro, El Marqués             | Manuel Roza         | Manuel Roza           | Manuel Roza           | RRK Motorsports   |
| 2     | C1    | Autódromo Hermanos Rodríguez, Ciudad de México | Julio Rejón         | Julio Rejón           | Julio Rejón           | Mothers ProRally  |
| 2     | C2    | Autódromo Hermanos Rodríguez, Ciudad de México |                     | Julio Rejón           | Julio Rejón           | Mothers ProRally  |
| 2     | C3    | Autódromo Hermanos Rodríguez, Ciudad de México | Julio Rejón         | Juan Felipe Pedraza   | Juan Felipe Pedraza   | Ram Racing        |
| 3     | C1    | Autódromo Miguel E. Abed, Amozoc               | Juan Felipe Pedraza | Juan Felipe Pedraza   | Juan Felipe Pedraza   | Ram Racing        |
| 3     | C2    | Autódromo Miguel E. Abed, Amozoc               |                     | Cristian Cantu        | Juan Felipe Pedraza   | Ram Racing        |
| 3     | C3    | Autódromo Miguel E. Abed, Amozoc               | Cristian Cantu      | Juan Felipe Pedraza   | Juan Felipe Pedraza   | Ram Racing        |
| 4     | C1    | Autódromo Hermanos Rodríguez, Ciudad de México | Juan Felipe Pedraza | Jesse Carrasquedo Jr. | Jesse Carrasquedo Jr. | SP Driver Academy |
| 4     | C2    | Autódromo Hermanos Rodríguez, Ciudad de México |                     | Jesse Carrasquedo Jr. | Arturo Flores         | SP Driver Academy |
| 4     | C3    | Autódromo Hermanos Rodríguez, Ciudad de México | Juan Felipe Pedraza | Jesse Carrasquedo Jr. | Jesse Carrasquedo Jr. | SP Driver Academy |
| 5     | C1    | Autódromo Hermanos Rodríguez, Ciudad de México | Juan Felipe Pedraza | Juan Felipe Pedraza   | Juan Felipe Pedraza   | Ram Racing        |
| 5     | C2    | Autódromo Hermanos Rodríguez, Ciudad de México |                     | Juan Felipe Pedraza   | Rodrigo Rejón         | Mothers ProRally  |
| 5     | C3    | Autódromo Hermanos Rodríguez, Ciudad de México | Juan Felipe Pedraza | Juan Felipe Pedraza   | Juan Felipe Pedraza   | Ram Racing        |
| 6     | C1    | Autódromo Hermanos Rodríguez, Ciudad de México | Lucas Medina        | Lucas Medina          | Juan Felipe Pedraza   | Ram Racing        |
| 6     | C2    | Autódromo Hermanos Rodríguez, Ciudad de México |                     | Manuel Roza           | Manuel Roza           | RRK Motorsports   |
| 7     | C1    | Autódromo Hermanos Rodríguez, Ciudad de México | Pedro Juan Moreno   | Diego de la Torre     | Pedro Juan Moreno     | Ram Racing        |
| 7     | C2    | Autódromo Hermanos Rodríguez, Ciudad de México | Pedro Juan Moreno   | Diego de la Torre     | Pedro Juan Moreno     | Ram Racing        |
| 7     | C3    | Autódromo Hermanos Rodríguez, Ciudad de México |                     | Diego de la Torre     | Pedro Juan Moreno     | Ram Racing        |

## Clasificaciones

### Sistema de puntuación
| Posición | 1.º | 2.º | 3.º | 4.º | 5.º | 6.º | 7.º | 8.º | 9.º | 10.º |
| Puntos   | 25  | 18  | 15  | 12  | 10  | 8   | 6   | 4   | 2   | 1    |

### Campeonato de Pilotos
| Pos.                                   | Piloto                | QUE | QUE | QUE | AHR1 | AHR1 | AHR1 | PUE | PUE | PUE | AHR2 | AHR2 | AHR2 | AHR3 | AHR3 | AHR3 | AHR4 | AHR4 |      | AHR5 | AHR5 | AHR5   | Puntos |
| -------------------------------------- | --------------------- | --- | --- | --- | ---- | ---- | ---- | --- | --- | --- | ---- | ---- | ---- | ---- | ---- | ---- | ---- | ---- | ---- | ---- | ---- | ------ | ------ |
| 1                                      | Juan Felipe Pedraza   | 4   | 1   | 6   | Ret  | 2    | 1    | 1   | 1   | 1   | 2    | 4    | 6    | 1    | 2    | 1    | 1    | 2    |      |      |      | 274    |        |
| 2                                      | Julio Rejón           | 1   | 3   | 2   | 1    | 1    | 2    |     |     |     | 5    | 5    | 7    | 3    | 3    | 6    |      |      |      |      |      | 190    |        |
| 3                                      | Manuel Roza           | 2   | Ret | 1   | Ret  | 3    | 3    | 3   | 3   | 3   | 6    | 6    | 5    | Ret  | 8    | DNS  | 2    | 1    |      |      |      | 187    |        |
| 4                                      | Luis Carlos Pérez     | 3   | 5   | 5   | 2    | 4    | 4    | 4   | 5   | 4   | 8    | 8    | 8    | 10†  | 7    | 3    | Ret  | 6    |      |      |      | 141    |        |
| 5                                      | Rodrigo Rejón         | NC  | 2   | 3   | 3    | Ret  | Ret  |     |     |     | 3    | 3    | 4    | 8    | 1    | 2    |      |      |      |      |      | 137    |        |
| 6                                      | Cristian Cantú        | 6   | 6   | 7   |      |      |      | Ret | 4   | Ret |      |      |      | 7    | 6    | 7    | 4    | 3    |      |      |      | 81     |        |
| 7                                      | Daniel Forcadell      | 7   | DNS | 8   |      |      |      | 2   | 2   | 2   | 7    | 7    | 10†  | 9    | DNS  | DNS  |      |      |      |      |      | 79     |        |
| 8                                      | Arturo Flores         |     |     |     |      |      |      |     |     |     | 4    | 1    | 2    | 11   | Ret  | WD   | 3    | NC   |      |      |      | 70     |        |
| 9                                      | Jesse Carrasquedo Jr. |     |     |     |      |      |      |     |     |     | 1    | 2    | 1    |      |      |      |      |      |      |      |      | 68     |        |
| 10                                     | Diego de la Torre     |     |     |     |      |      |      |     |     |     | Ret  | 12   | 3    | 2    | DNS  | 4    | 7    | 4    | 2    | 2    | 2    | 63     |        |
| 11                                     | Eduardo Alquicira     | DNP | 7†  | DNS | 4    | 6    | Ret  | 6   | 7   | 5   | 10   | 11   | Ret  |      |      |      | 8    | Ret  |      |      |      | 55     |        |
| 12                                     | Marco Alquicira       |     |     |     |      |      |      | 5   | 6   | DNS | 9    | 9    | Ret  | 5    | 4    | 8    | Ret  | 9    |      |      |      | 50     |        |
| 13                                     | Esteban Rodríguez     |     |     |     | Ret  | 5    | 5    | WD  | WD  | WD  | 11   | 10   | 9    | 6    | 10†  | Ret  | 6    | 5    |      |      |      | 50     |        |
| 14                                     | Alejandro Berumen     |     |     |     |      |      |      |     |     |     |      |      |      | 4    | 5    | 5    |      |      |      |      |      | 32     |        |
| 15                                     | Emil Abed             | Ret | 4   | 4   |      |      |      |     |     |     |      |      |      |      |      |      |      |      |      |      |      | 24     |        |
| 16                                     | Joe Sandoval          | 5   | DNS | Ret |      |      |      |     |     |     |      |      |      |      |      |      |      |      |      |      |      | 10     |        |
| 17                                     | Lucas Medina          |     |     |     |      |      |      |     |     |     |      |      |      |      |      |      | 5    | Ret  |      |      |      | 10     |        |
| 18                                     | Julián Díaz           |     |     |     |      |      |      |     |     |     |      |      |      | 12   | 9    | 9    | 9    | 8    |      |      |      | 10     |        |
| 19                                     | Oscar Alquicira       |     |     |     | DNP  | 7    | Ret  | WD  | WD  | WD  |      |      |      |      |      |      |      |      |      |      |      | 6      |        |
| 20                                     | Dewey Richards        |     |     |     |      |      |      |     |     |     |      |      |      |      |      |      | Ret  | 7    | Ret  | Ret  | Ret  | 6      |        |
| 21                                     | Juan Contreras        |     |     |     |      |      |      |     |     |     |      |      |      | DNS  | 11†  | DNS  | 10   | 10   |      |      |      | 2      |        |
| –                                      | Gerardo Rejón Jr.     |     |     |     |      |      |      | Ret | DNS | DNS |      |      |      |      |      |      |      |      |      |      |      | –      |        |
| –                                      | Gerardo Rejón Sr.     |     |     |     |      |      |      | Ret | DNS | DNS |      |      |      |      |      |      |      |      |      |      |      | –      |        |
| Pilotos no elegibles para sumar puntos |                       |     |     |     |      |      |      |     |     |     |      |      |      |      |      |      |      |      |      |      |      |        |        |
| –                                      | Pedro Juan Moreno     |     |     |     |      |      |      |     |     |     |      |      |      |      |      |      |      |      |      | 1    | 1    | 1      | –      |
| Pos.                                   | Piloto                | QUE | QUE | QUE | AHR1 | AHR1 | AHR1 | PUE | PUE | PUE | AHR2 | AHR2 | AHR2 | AHR3 | AHR3 | AHR3 | AHR4 | AHR4 | AHR5 | AHR5 | AHR5 | Puntos |        |

| Color     | Resultado                                                               |
| --------- | ----------------------------------------------------------------------- |
| Oro       | Ganador                                                                 |
| Plata     | 2.ª plaza                                                               |
| Bronce    | 3.ª plaza                                                               |
| Verde     | Finalizó en los puntos                                                  |
| Azul      | Finalizó sin puntos                                                     |
| Azul      | NC - No clasificado                                                     |
| Violeta   | Ret - No terminó (Carrera)                                              |
| Rojo      | DNQ - No se clasificó                                                   |
| Negro     | DSQ - Descalificado                                                     |
| Blanco    | DNS - No empezó (carrera)                                               |
| Blanco    | WD - Retirado (fin de semana)                                           |
| Blanco    | C - Carrera cancelada                                                   |
| Sin color | DNP - Inscrito pero no participó                                        |
| Sin color | INJ - Lesionado                                                         |
| Sin color | EX - Excluido                                                           |
| Estado    | Resultado                                                               |
| Negrita   | Pole position                                                           |
| Cursiva   | Vuelta rápida                                                           |
| †         | Abandona, pero clasifica al completar el porcentaje requerido para ello |